# Dwight F. Davis
Dwight Filley Davis (født 5. juli 1879, død 28. november 1945) var en amerikansk politiker og tennisspiller.
Som ung mand var Davis en tennisspiller og deltog i Sommer-OL 1904. Han var en af de fire mænd, der stiftede Davis Cup, som man senere opkaldte efter ham.
Derefter blev han republikansk politiker og var krigsminister (1925-29) og generalguvernør af Filippinerne (1929-32).